# 描轆沓示

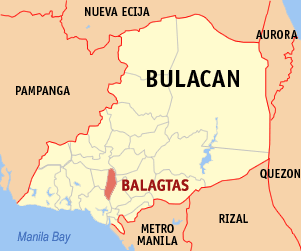
布拉干省的地圖，示描轆沓示所在地

描轆沓示（他加祿語：Balagtas）是菲律賓布拉干省的一座自治市。面積28.66平方公里。根據2015年人口普查結果，描轆沓示擁有73,929名居民。現下轄九個描籠涯。